# Moscow Flower Show
Moscow Flower Show — это московский международный фестиваль в области садово-паркового искусства и ландшафтного дизайна. Проводится при поддержке Правительства Москвы и общественных организаций, работающих в области благоустройства городов и повышения качества городской среды в парке искусств Музеон, Парк Горького.

## История
Впервые проведение фестиваля «Moscow Flower Show» состоялось 3 июля 2012 года. Были приглашены специалисты ландшафтной индустрии, садоводства, питомниководства, флористики, профильные организации и ассоциации, иностранные эксперты, благотворительные фонды из России, Великобритании, Франции, Италии, Германии, США.
В 2014 году в рамках фестиваля прошел Международный Парковый Форум «Зеленые стратегии» с целью обмена опытом между специалистами ландшафтной индустрии. Проведение фестиваля «Moscow Flower Show» в 2014 году было приурочено к году культуры, отмечалась роль парков и садов в культурном наследии страны.
В 2015 году основной темой Moscow Flower Show стала «Поэзия садов» в связи с годом Литературы в России, авторам садов была поставлена цель отразить взаимосвязь литературы и садово-паркового искусства.
Каждый год на фестивале проводится конкурс ландшафтного дизайна и садово-паркового искусства. Несколько дней жюри и посетители парка оценивают представленные проекты. Победители определяются в номинациях: «Сады Наследия», «Сады России», «Сад в городе», «Детский сад», «Городская вертикаль», «Шоу-сад», «Ленд-арт», «Искусство в саду»